# لانغ راندين
لانغ راندين (بالإنجليزية: Lang Randen)‏ هو أحد جبال سلسلة Randen وجزء من القمة الأم Hoher Randen يقع في كانتون شافهوزن, سويسرا. يبلغ ارتفاع الجبل حوالي 900 متر، بينما يبلغ ارتفاع نتوء الجبل 75 متر.